# Pheidoliphila pseudocephala
Pheidoliphila pseudocephala är en skalbaggsart som först beskrevs av Lea 1912.  Pheidoliphila pseudocephala ingår i släktet Pheidoliphila och familjen stumpbaggar. Inga underarter finns listade i Catalogue of Life.